# Arpád (jméno)
Arpád nebo Arpad je mužské křestní jméno maďarského původu. Jméno má hned několik významů. V hebrejštině ho lze vyložit jako cestovatel, v maďarštině je vykládáno jako dar života, semínko či ječmínek.
Jménu Arpad se dostalo mezinárodní obliby díky jedné z nejvlivnějších maďarských vládnoucích dynastií Arpádovců. Panovnický rod zanechal zejm. v Uhrách nesmazatelnou stopu. Díky tomu v sobě jméno nese půvab tradice a kulturní hodnoty.
Podle maďarského kalendáře má Arpad svátek 11. prosince.

## Arpad v jiných jazycích
- Slovensky: Arpád
- Maďarsky: Árpád
- Anglicky: Arpad

## Známí nositelé jména
- Arpád – náčelník hlavního staromaďarského kmene a zakladatel dynastie Arpádovců.
- Árpád Göncz – první prezident Maďarské republiky.
- Árpád Érsek – slovenský pedagog a reprezentační trenér šermu